# Hüglin von Schönegg
Hüglin von Schönegg (erwähnt ab 1354 in Basel, † 1377 wohl in Italien) war ein Schweizer Ritter.
Hüglin war der Sohn eines nichtadligen Malers und wuchs in Basel auf. Sein Bruder war 1362 Stiftsherr von St. Leonhard.
Hüglins Name tritt zum ersten Mal 1354 auf als „Hugo de Sonheco serviens armorum“, als Mitglied der päpstlichen Palastgarde zu Avignon. In Vicenza wurde er 1354 zum Ritter geschlagen. Ab 1376 war Hüglin Marschall des Herzogtums Spoleto.
1369 übersandte er Reliquien des hl. Theobald an die Katharinenkapelle, welche daraufhin als Theobaldskapelle neu geweiht wurde, in der Leonhardskirche Basel, in der er seine Grabstätte errichten ließ. Zudem verfügte er, dass in der Kapelle für ihn und seinen Bruder Johannes, einen Kanoniker zu St. Leonhard, eine Messe gelesen werde und ein ewiges Licht brenne.
Verheiratet war Hüglin mit Agnes (Nesa) Fröweler (verheiratete sich wieder 1391 mit Wilhelm Zeller) und starb um sein 55. Lebensjahr vermutlich in Italien.